# Quadricalcarifera taeniata
Quadricalcarifera taeniata är en fjärilsart som beskrevs av Sergius G. Kiriakoff 1977. Quadricalcarifera taeniata ingår i släktet Quadricalcarifera och familjen tandspinnare. Inga underarter finns listade.